# ドラゴンクエスト&ファイナルファンタジー in いただきストリートポータブル
『ドラゴンクエスト&ファイナルファンタジー in いただきストリートポータブル』（ドラゴンクエスト アンド ファイナルファンタジー イン いただきストリートポータブル）は、2006年5月25日にスクウェア・エニックスが発売したボードゲーム。「いたスポ」と略される。

## 概要
いただきストリートシリーズの第6作である。PlayStation 2版『ドラゴンクエスト&ファイナルファンタジー in いただきストリートSpecial』（以下『SP』）と同様、ドラゴンクエストシリーズ（ドラクエ）、ファイナルファンタジーシリーズ（FF）のキャラクターが登場する。ただし、PS2版の移植ではなく、キャラクターやマップを一新した新作であり、キャラクターイラストも新たに描き起こされている。PSPではドラゴンクエストシリーズのキャラクターが登場する（また、ソフト名に『ドラゴンクエスト』の名前（ブランド）が銘打たれている）唯一のソフトとなっている。

## 前作『SP』からの変更点
本ゲームは前作のシステムの多くを踏襲しているが、以下のように変更が加えられた。
- 最初から目標資産の半分のゴールドを持ってスタートできる「クイックモード」を追加。
- 前作で登場したマップがいくつか登場するが、これらは全てマスの配置が一新された。
- 空き地のバリエーションが増えて、紙の店とわらの店を建てることができるようになった。
- 空き地に建物を建てられる件数が減った。他は2軒だが、神殿と木の店は1軒しか建てられない。
- 超ラッキーマスが追加された。買い物料の半額の分け前をもらうことができる。
- 「株屋」のマスはピッタリ止まらないと株を購入できなくなった（『3』までの証券取引所と同様のものになる、前作は通過すれば株を買えた）
- 分岐制限が『3』以前並みに厳しくなった。
- 前作に登場して本作にも再登場するキャラクターのCPUの強さのランクが一部上下した。
- CPUキャラのランクは従来の作品だと固定だったが、本作ではSランクにすることが可能に。
- 成績によって「いただきコイン」が貰えるようになり、これによりキャラクターや隠しモードを購入できるようになった。
- セリフスピードとゲーム進行スピードが別々に設定できるようになった。
- 前作では原作の音源を使用していた『ドラゴンクエストVIII』の楽曲も、本作では東京都交響楽団によるオーケストラ演奏にて収録された。

## 登場キャラクター
斜体はイベント専用キャラクター。ランクは初期状態のもので、景品交換所で「最強キャラクター」を購入すると初期状態かSランクを選択することができるようになる。
ドラゴンクエストシリーズ全般より
破壊神ムドー（ｓランク）
スライム（Dランク）
相変わらずルールをよく分かってないのか、株持ち増資をせず、買い物料目当ての増資はするが、ほとんど意味を持たない。レベルアップと買い物料に頼っている。やはり最弱。
ベビーサタン
通過したり、止まった店を1ターン休みにする。
メタルスライムVSメタル

はぐれメタルVSメタル

メタルキングVSメタル

『ドラゴンクエストIII そして伝説へ…』より
女遊び人
アシスタント役。

『ドラゴンクエストIV 導かれし者たち』より
アリーナ（Aランク）
株持ち増資と相乗りで資産を増やしておき、ここぞの5倍買いでエリア拡大を狙う、オーソドックスな戦術が得意なキャラクター。攻撃、防衛5倍買いを使いこなす強敵。
ミネア（Cランク）
相乗りをいっさいせず、コツコツと自分の店に増資をしていく。ただし、買える量の半分くらいしか買わないうえに増資額は少ないので、上がり幅も低く、儲けは少ない。
マーニャ（Bランク）
もうかるエリアに相乗りしまくる、割の合わない交渉を仕掛けてくる、とにかく相手の力を利用して勝とうとする。前作のリノアそっくりだが、Bランクなのでリノアより強い。株持ち増資は標準的。
トルネコ
止まったお店で買い物してくれる。

『ドラゴンクエストV 天空の花嫁』より
ビアンカ（Bランク）
株をMAX買いし、増資も最大まで行う。堅実なスタイルで攻めてくる。さらにもうかるエリアには相乗りも仕掛けるが、5倍買いは得意なほうではない様子で、奥の手として使う。

『ドラゴンクエストVII エデンの戦士たち』より
キーファ（Cランク）
株をさほど買わず増資も少ないが、コツコツとやる。限額までは行かないものの終盤になると脅威になることもある。いわゆる前作のクッキータイプ。
マリベル（Aランク）
株持ち増資がゼシカ、ククール並みに得意。しかし、相乗りされようが無関心なので、それを利用されることも多々ある。ワガママなのはいただきストリートでも健在な模様。

『ドラゴンクエストVIII 空と海と大地と呪われし姫君』より
ヤンガス（Dランク）
株持ち増資のチャンスを迎えても儲ける手段を無駄にしているが、たまに5倍買いをして、ペースを乱し、場を荒らすことがある。前作のカンダタの役目を引き継いだ。
ゼシカ（Aランク）
株持ち増資が得意で、確実に儲けるエリアを見定め、的確な判断をしてくる。さらに相乗りや5倍買いも適度にこなし、無駄のない多彩な戦術で目標金額へひた走る。
ククール（Bランク）
株持ち増資を得意とし、相乗り、5倍買いを使う。空き地改築もこなすので、難敵。前作と違い上位ランクへのランクチェンジは行わない。
トロデ（Dランク）
株をそんなに買わないのに無駄に増資をしてくるので、あまり相手にしなくてもいいが、交渉に乗ると有利になってしまうことも…。
マルチェロ（Aランク）
バルフレアに負けず劣らず相乗り好きで、さらにそれを資金に株持ち増資してくる。前作のフローラに似ているが、場面ごとの状況判断に長け、5倍買いや競売には消極的。
モリー
バトルロード。

ファイナルファンタジーシリーズ全般より
チョコボ
モード選択に登場。
モルボル
バトルコロシアム 獣ヶ原(ラダトーム城、リーザス像の塔、世界樹)に登場。
アルテマウェポン
バトルコロシアム 魔大陸(クリスタルタワー、魔列車、オペラ劇場)に登場。
デスゲイズ
バトルコロシアム 飛空艇(ラーミア、聖風の谷、ビュエルバ、飛空艇)に登場。
ベヒーモス
バトルコロシアム 崩壊後の世界(聖地ゴルド、ダーマ神殿、古代図書館、ビサイドキーリカ)に登場。

『ファイナルファンタジーIII』より
たまねぎ剣士
バトルコロシアムに登場。

『ファイナルファンタジーVII』より
クラウド（Bランク）
株をMAX買いし、増資も最大まで行う。株持ち増資、相乗りと、勝利のセオリーを知っている。ビアンカと同様なバランスタイプでいわゆる王道戦術。寡黙な性格ゆえ交渉は自分からは絶対に持ちかけない。
エアリス（Cランク）
前作ほどではないが、コツコツ増資する。しかし、ランクがCに下がったので、そこまで脅威ではなくなった。追い詰められると、自虐的な5倍買いをする。
セフィロス（Aランク）
強いうえに、空き地改築までする。そのうえ、防衛5倍買いもする強敵。
ティファ（Cランク）
地道に買い物料アップ、儲けのためコツコツと増資する。やはり儲けは少ないので心配はあまりない。交渉と競売は積極的に参加し、競売ではかなりの金額を出す。
ユフィ（Dランク）
お店より株に興味を持ち、片っ端からいろんなエリアの株を買って相乗りするが、5倍買いは一切しない。

『ファイナルファンタジーVIII』より
キスティス
ルール説明に登場。

『ファイナルファンタジーIX』より
ジタン（Bランク）
株を買い集め、爆発的に儲けようとする。相乗りをせず、地道に行く。前作のスコールに似ているが、ゲームが進むとレベルアップを後回しにしてでも他人の高額な店に寄らない傾向がある。
エーコ
すれ違うか同じマスに止まると、マークをくれる。

『ファイナルファンタジーXII』より
ヴァン（Cランク）
相乗り、5倍買い、株持ち増資のセオリーをキッチリやるが、その儲け量は少ない。なぜかは分からないが、主人公の割には何もかも中途半端だ。
アーシェ（Cランク）
5倍買い好きで、エリア独占のため使ってくる。交渉と競売はティファに負けず劣らず積極的でかなりの金額を出す。
バルフレア（Aランク）
相乗り好きで、他人のエリアの株を買い、増えた資金で5倍買いする。そして増資するというパターン。平行して自分のエリアの株を買い、タイミングが来たら一気に増資する。
フラン（Bランク）
他人の独占エリアを狙って相乗りしてくる。前作のモーグリのような戦法。
パンネロ（Dランク）
相乗りはせず、買い物料重視の姿勢。しかし、やはりDランクなのでやっても額が少ない。エリア独占を許さない傾向があるようで、無理にでも崩しにくる。
バッシュ（Bランク）
株を買い続けて貯め、一気に増資して儲けようとする。相乗りはせず我が道を行く。

## マップ
世界樹、ダーマ神殿、ビサイド・キーリカ、飛空艇は『Special』と同名だがマップの内容はすべて異なる。太字はSランクのキャラクター。
ホイミコース
ラダトーム城(ドラゴンクエストIより)
アレフガルドの王、ラルス16世の居城。ロトの血を引く勇者はローラ姫の救出と竜王討伐のためにここから旅立つ。
- 対戦相手：スライム、ユフィ、ミネア、パンネロ(リザーブ)

ラーミア(ドラゴンクエストIIIより)
主人公たちを乗せて大空高く舞い上がる不死鳥。乗り物として使え、山岳地帯も飛び越せる。
- 対戦相手：ヤンガス、ティファ、ヴァン、アーシェ(リザーブ)

ケアルコース
クリスタルタワー(ファイナルファンタジーIIIより)
魔王ザンデが住む、高層タワー。しかし、ここが戦士たちの最終目的地ではなかったのだ。
- 対戦相手：パンネロ、ミネア、アーシェ、スライム(リザーブ)

古代図書館(ファイナルファンタジーVより)
クリスタルの歴史が書かれた本など、古くから受け継がれた大量の書物がある図書館。
- 対戦相手：ユフィ、ククール、エアリス、ヤンガス(リザーブ)

ミナデインコース
世界樹(ドラゴンクエストIVより)
ソレッタ国の北、岩山に囲まれた砂漠の中心にポツンと立っている巨大な樹木。世界樹の葉はここに生い茂る。マップは馬車の形をしており、馬と馬車の境目にぎんこう城が設置されている。
- 対戦相手：キーファ、フラン、ヴァン、ビアンカ(リザーブ)

聖風の谷(ドラゴンクエストVIIより)
背中に羽を持ち、風に乗り自由に空を飛ぶリファ族が住む谷。決してやまない風のおかげで、リファ族はこの地で生活できる。
- 対戦相手：ゼシカ、トロデ、ジタン、アーシェ(リザーブ)

リーザス像の塔(ドラゴンクエストVIIIより)
リーザス村の東に建つ塔。風車が目印の7階建てのこの塔はさほど広くないが、様々な仕掛けがあり、容易に進めない。
- 対戦相手：マリベル、ククール、エアリス、ティファ(リザーブ)

メテオコース
魔列車(ファイナルファンタジーVIより)
カイエンやマッシュたちが乗り込んでしまった、死んだ人の魂を冥界へ運ぶ列車。
- 対戦相手：クラウド、ビアンカ、バッシュ、トロデ(リザーブ)

オペラ劇場(ファイナルファンタジーVIより)
セリスが女優マリアの身代わりとなってオペラを歌った劇場。長い直線と４つのループからなり、スイッチを押すと直線区間の左右のつながりが切り替わる。
- 対戦相手：セフィロス、スライム、バルフレア、マーニャ(リザーブ)

ビサイドキーリカ(ファイナルファンタジーXより)
スピラにあるふたつの島、ビサイド島とキーリカ島。ビサイド島はヒロイン、ユウナの旅のスタートであり、ティーダと出会った場所。キーリカ島は水上生活をしている。『Special』とは異なるマップだが、ぎんこう城から四方に伸びる道を「シン」が周回しており、通過した時にそのエリアにいたプレイヤーは離れ小島に飛ばされてしまうという点は同じ。
- 対戦相手：マルチェロ、マリベル、ジタン、アリーナ(リザーブ)

アルテマコース
ビュエルバ(ファイナルファンタジーXIIより)
宙に浮いた空中大陸にある都市。マップの上部と下部をバルフレアの愛機「シュトラール」で移動できる。
- 対戦相手：パンネロ、バッシュ、バルフレア、フラン(リザーブ)

ダーマ神殿(ドラゴンクエストIIIより)
シリーズで何度も登場する、あらゆる職業を司る神殿。『Special』とはマップが異なる。
- 対戦相手：ミネア、マーニャ、アリーナ、キーファ(リザーブ)

飛空艇(ファイナルファンタジーシリーズより)
FF1から登場し続ける伝統の移動手段。過去作の「右半球」と同じ内容である。
- 対戦相手：エアリス、クラウド、ティファ、セフィロス(リザーブ)

聖地ゴルド(ドラゴンクエストVIIIより)
世界三大聖地のひとつで、巨大な女神像が目印の町。女神像は単にシンボルなのではなくある重要な意味が...。
- 対戦相手：ククール、ゼシカ、マルチェロ、トロデ(リザーブ)

カップ戦
メダル王女カップ(参加コイン無料)
ランダムに選ばれたキャラクターと対戦する。組み合わせはその都度変わる。マップは1回戦がラダトーム、ラーミア、聖風の谷、リーザス像の塔、2回戦が聖地ゴルド、ダーマ神殿、世界樹、クリスタルタワー、決勝が古代図書館、魔列車、オペラ劇場、ビュエルバからランダムに選ばれる。
いたスター決定戦(参加コイン50枚)
コレクションの個人成績で15位以内にいるキャラクター(プレイヤーが選択しているキャラクターは除く)がランダムに振り分けられて戦う。2回戦以降に対戦するCランク、DランクのキャラクターはSランクになる。マップは全マップから1試合ごとにランダム。途中で負けた場合、参加コインは戻ってこない。
Sランクカップ(参加コイン50枚)
全キャラクターがランダムに振り分けられ、その全キャラクターがSランクとして登場する。いたスター決定戦と同様、全マップから1試合ごとにランダム。途中で負けた場合に参加コインは戻ってこないのもいたスター決定戦と同様。

## いただきコイン
前作ではモードをクリアするごとに新キャラクターや新マップが解禁されたが、本作では、いただきコインにて解禁するようになっている。本作では、ゲーム終了時にその成績に応じて「いただきコイン」が獲得できるようになっている。順位、持ち株、土地、などによって獲得できるコインの枚数が変わってくる。1位になれなくてもいただきコインは貰えるようになっている。